# یونگ‌یانگ
امپراتور یونگ‌یانگ (به کره‌ای: 영양태왕)، (سلطنت: ۵۹۰~۶۱۸ میلادی)؛ بیست و ششمین امپراتور گوگوریو شمالی‌ترین از سه پادشاهی کره بود. او پسر بیست و پنجمین امپراتور گوگوریو پادشاه پیونگ‌وون بود.
او به علت شکست دادن ارتش سوئی در طی چندین جنگ در سده ۵ و ۶ میلادی مشهور است. همچنین مناطق زیادی از جنوب شبه‌جزیره کره (بکجه و شیلا) را تصرف کرد. در سامگوک ساگی آمده که پادشاه یونگ‌یانگ مردی با شخصیت و روحیه‌ای بالا بود که برای نجات مردم و برقراری صلح بسیار تلاش کرد. سوابقی در کتاب تونگ‌دیان و تپه پیونگ هوانگ‌یی در چین یافت شده که قلمرو گوگوریو در زمان پادشاهی یونگ‌یانگ از غرب به شرق ۶٫۰۰۰ لی و به متر ۳ میلیون کیلومتر (۳٫۰۰۰٫۰۰۰) بوده است، این سوابق به‌طور جد تأیید می‌کند که قلمرو گوگوریو کمتر از واقعیت نشان داده شده است. قلمرو گوگوریو در بزرگ‌ترین وسعت خود در زمان پادشاهی مونجامیونگ بوده است.

## خانواده
- پدر: پادشاه پیونگ‌وون (به کره‌ای: 평원태왕)
  - پدربزرگ: پادشاه یانگ‌وون (به کره‌ای: 양원태왕)
- همسر ناشناس - بدون فرزند.

## سلطنت
او به خاطر پیروزی در جنگ‌های متوالی علیه دودمان سوئی بین سال‌های ۵۹۸ تا ۶۱۴ میلادی، معروف به جنگ‌های گوگوریو –سوئی، مشهور است. او چهار لشکرکشی سوئی توسط امپراتوران وندی و یانگدی، از جمله حمله بزرگ‌سال ۶۱۲ میلادی را که طی آن بیش از یک میلیون سرباز و دو میلیون نیروی پشتیبانی به قلمرو گوگوریو حمله کردند، دفع کرد.
سامگوک ساگی نقل می‌کند که پادشاه یونگ‌یانگ دارای کاریزمای بی‌نظیر و شخصیت بزرگواری بود، و «تعهد خود را برای تسکین رنج‌های جهان و آوردن صلح برای مردم به عهده گرفت». او درسال ۵۶۶ میلادی توسط پدرش به عنوان ولیعهد نامیده شد و با مرگ پادشاه درسال ۵۹۰ میلادی تاج و تخت را به دست گرفت.
سلطنت پادشاه یونگ‌یانگ در شرایط تشدید رقابت میان سه پادشاهی کره ای گوگوریو، بکجه و شیلا و همچنین اتحاد چین توسط سوئی و جاه طلبی‌های رو به رشد چین اتفاق افتاد. پادشاه یونگ‌یانگ در ابتدا از روابط صمیمانه‌ای با سوئی برخوردار بود و از سوی امپراتور وندی، امپراتور سوئی حکم خود را به عنوان پادشاه گوگوریو و خدمتگزاران «دفاتر و درجات» طبق سنت که توسط سلسله‌های چینی برای ادای احترام به پادشاهان اعطا شده بود، دریافت کرد. در همان زمان، پادشاه یونگ‌یانگ روابط خود را با قبایل خیتان و مالگال در شمال، در مقدمات جنگ علیه چین که توسط پدرش آغاز شد، تقویت کرد.
اما درسال ۵۹۸ میلادی، سوئی از حمله مسلحانه گوگوریو به شبه‌جزیره لیائودونگ خشمگین شد، منطقه‌ای که سوئی و گوگوریو عنوان «ته‌وانگ» خود را به عنوان اربابان شرق و به عنوان امپراتورها بازگرداندند. عمدتاً این توهین همراه با جاه‌طلبی‌های ژئوپلیتیکی خود سوئی برای برقراری مجدد هژمونی سلسله هان بود که امپراتور وندی را وادار کرد تا درسال ۵۹۸ میلادی حمله ۳۰۰٫۰۰۰ نفری به گوگوریو را آغاز کند. تهاجم ۵۹۸ میلادی سوئی به دلیل بیماری و شرایط جوی خنثی شد. طوفان شدید ناوگان تهاجم احتمالی را ویران کرد.
درسال ۶۰۷ میلادی امپراتور یانگدی کشف کرد که گوگوریو با یامی خاقان (۶۰۳–۶۰۹)، خان ترکان شرقی، یک دولت دست نشانده ظاهری برای سوئی که از هژمونی گوگوریو بر شمال شرق به عنوان اربابان شرق حمایت می‌کرد، در تماس بود. این امر یانگدی را متقاعد کرد که یک لشکرکشی متشکل از ۱٫۱۳۳٫۰۰۰ سرباز از طریق زمین و دریا علیه گوگوریو در سال ۶۱۲ به راه بیندازد. گوگوریو نیز توانست شکست دهد، به ویژه در نبرد سالسو به رهبری ژنرال اولجی موندوک.
درسال ۶۱۳ میلادی و دوباره درسال ۶۱۴ میلادی، یانگدی دستوراتی برای مبارزات ناموفق اضافی علیه گوگوریو صادر کرد. هنگامی که پادشاه یونگ‌یانگ به دلیل تسلیم رسمی در دادگاه سوئی حاضر نشد، تهاجم دیگری برنامه‌ریزی شد که تنها با آشفتگی داخلی و سقوط بعدی سوئی درسال ۶۱۸ میلادی جبران شد.
در همان سال پادشاه یونگ‌یانگ درگذشت و برادر ناتنی‌اش پادشاه یونگ‌نیو جانشین او شد.
در همین حال، گوگوریو در تلاشی ناموفق برای بازپس‌گیری منطقه سئول، به پادشاهی‌های کره جنوبی بکجه و شیلا حمله کرد. شیلا، تحت حمله گوگوریو و متحد سابق بکجه، به خاندان سویی رسید. شیلا بعداً با جانشین سویی، سلسله تانگ، متحد شد تا بیشتر شبه جزیره کره را درسال ۶۶۸ میلادی متحد کند، هرچند که این اتحاد برای دولت شیلا خوب بود با این حال این اتحاد به مردم عادی ضربات فراوانی وارد نمود زیرا خانه‌های آنان به ویرانه‌های ائتلاف تانگ-شیلا تبدیل شده بود.
پادشاه یونگ‌یانگ دستور داد یک متن تاریخی جدید سینجیپ (신집، 新集) گردآوری شود، اگرچه امروز هیچ نسخه ای از آن باقی نمانده است.
جنگ با بکجه و شیلا
در آن زمان، بکجه همچنین فرستاده‌ای نزد سلسله سوئی فرستاد و پیشنهاد داد که به عنوان راهنما خدمت کند و درخواست کرد که سلسله سوئی دوباره به گوگوریو حمله کند. با این حال، سلسله سویی درخواست بکجه را رد کرد.
وقتی پادشاه یئونگ یانگ این خبر را شنید، خشمگین شد و بلافاصله ارتش خود را برای حمله به بکجه بسیج کرد. از آنجایی که حمله به بکجه، مقدمه‌ای برای حمله به شیلا بود، این رویداد به این معنی بود که تهاجم گوگوریو به بکجه و شیلا که برای مدتی متوقف شده بود، به زودی از سر گرفته خواهد شد. بر این اساس، بکجه و شیلا بلافاصله وارد یک سیستم جنگی شدند. دلیل اینکه پادشاه یونگ یانگ به بکجه و شیلا فشار آورد این بود که گوگوریو باید قبل از حمله به سویی، ابتدا مرزهای خود را در شبه جزیره کره تقویت می‌کرد.
در سال ۶۰۳، پادشاه یونگ یانگ ژنرال گو سونگ را برای حمله به قلعه بوکانسان سونگ شیلا فرستاد. بر این اساس، پادشاه جینپیونگ از شیلا شخصاً ارتش را برای جنگ با ارتش گوگوریو رهبری کرد، اما ارتش گوگوریو بدون رسیدن به نتیجه ای عقب‌نشینی کرد.
در سال ۶۰۵ بعد از حمله شیلا به بکجه، یئونگ یانگ به شیلا حمله کرد و حدود ۵۰۰۰ هزار نفر از مردم شیلا را اسیر و چندین قلعه از شیلا را تسخیر کرد.
در سال ۶۰۷، او به قلعه سونگ‌سان‌سونگ بکجه حمله کرد، اما نتوانست آن را تصرف کند. مدتی بعد او به سختی تلاش کرد و سرانجام به قلعه سئوکدوسونگ حمله کرد و ۳۰۰۰ نفر از مردم بکجه را اسیر گرفت.
گوگوریو با پیش‌بینی حمله سلسله سویی، در سال ۶۰۸ به مرز شمالی شیلا حمله کرد، ۸۰۰۰ نفر را اسیر کرد و قلعه اومیونگ‌سان‌سونگ را تصرف کرد و پیشروی شیلا به سمت شمال را مسدود نمود. و سپس، با حمله به شیلا و بکجه در چندین نوبت، تقریباً قلمرو شمال آریسو را که در زمان سلطنت پادشاه یانگ وون از دست داده بود، بازپس گرفت.
در سال ۶۱۶ میلادی بکجه به گوگوریو حمله کرد اما به شدت شکست خورد و عقب‌نشینی کرد.

## در فرهنگ عامه
- توسط لی هیوجونگ درسال ۲۰۰۶ SBS در مجموعه تلویزیونی «یون گه‌سومون» به تصویر کشیده شد.
- توسط پارک سانگهون و کوون هواوون درسال ۲۰۲۱ KBS2 در مجموعه تلویزیونی «طلوع ماه در رودخانه» به تصویر کشیده شد.